# مهتاب خونین
مهتاب خونین فیلمی به کارگردانی  و نویسندگی موشق سروری محصول سال ۱۳۳۴ است.

## بازیگران
- هوشنگ بهشتی
- منیره تسلیمی
- واندا
- کنعان کیانی
- احمد قدکچیان
- لئونید سروری